# Comuna Smoleava, Horohiv
Smoleava (în ucraineană Смолява) este o comună în raionul Horohiv, regiunea Volînia, Ucraina, formată din satele Smoleava (reședința) și Zelene.

## Demografie
Componența lingvistică a satului Smoleava
     Ucraineană (99,24%)
     Alte limbi (0,59%)
Conform recensământului din 2001, majoritatea populației satului Smoleava era vorbitoare de ucraineană (99,24%), existând în minoritate și vorbitori de alte limbi.